# Martina Castells i Ballespí

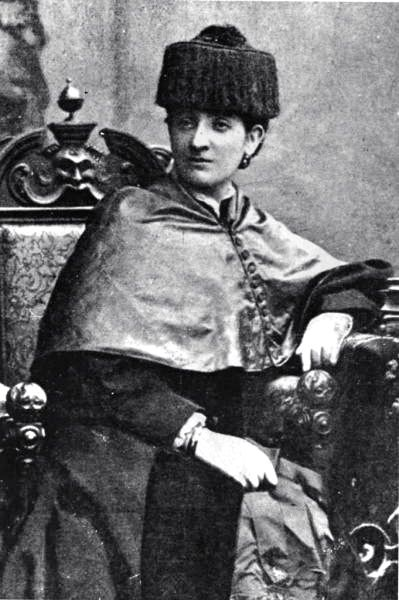
Martina Castells i Ballespi, 1882

Martina Castells i Ballespí (* 23. Juli 1852 in Lleida, Spanien; † 21. Januar 1884 in Reus, Spanien) war eine spanische Ärztin. Sie promovierte 1882 als erste spanische Frau in Medizin.

## Leben und Werk

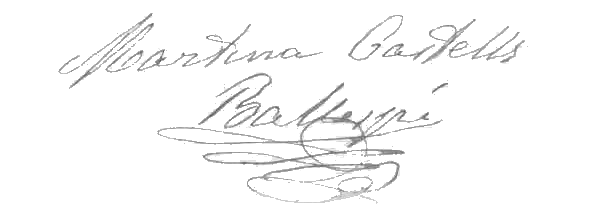
Unterschrift von Martina Castells i Ballespí, 1884

Castells i Ballespí war Tochter von Martí Castells und Luisa Ballespí. Ihr Vater, ihr Großvater und drei ihrer Brüder waren ebenfalls Ärzte. Sie erwarb im Juni 1874 die Hochschulreife am Institut von Lleida und studierte von 1877 bis 1881 an der Medizinischen Fakultät der Universität Barcelona. Nach Abschluss ihres Studiums bewarben sie sich und Dolors Aleu i Riera am 20. Juni 1881 für einen Bachelor-Abschluss in Medizin, erhielten jedoch erst am 4. April 1882 dafür die Genehmigung. Sie wurde am 20. und am 25. April 1882 geprüft.
Castells i Ballespí promovierte am 5. Oktober 1882 bei José de Letamendi an der Zentraluniversität Madrid mit der These: Educación física, moral e intelectual que debe darse a la mujer para que ésta contribuya en grado máximo a la perfección y la dicha de la humanidad. Am 8. Oktober 1882 wurde Dolors Aleu i Riera die zweite Spanierin, die in Medizin promovierte.
Castells i Ballespí arbeitete danach auf Anraten von Letamendi in der Pädiatrie. Sie heiratete den Militärarzt Antoni Constantí und starb am 21. Januar 1884 im Alter von 31 Jahren an den Folgen einer Nephritis während ihrer ersten Schwangerschaft. Die Zeitschrift La Ilustració Catalana widmete zu ihrem Tod einen Artikel, wo berichtet wurde, „dass sich ihre Kundschaft jeden Tag vergrößerte, angesichts der wiederholt bewiesenen Expertise“.
Martina Castells i Ballespí verfasste mehrere pädiatrische Artikel, die in der Gaceta Médica veröffentlicht wurden.

## Ehrungen

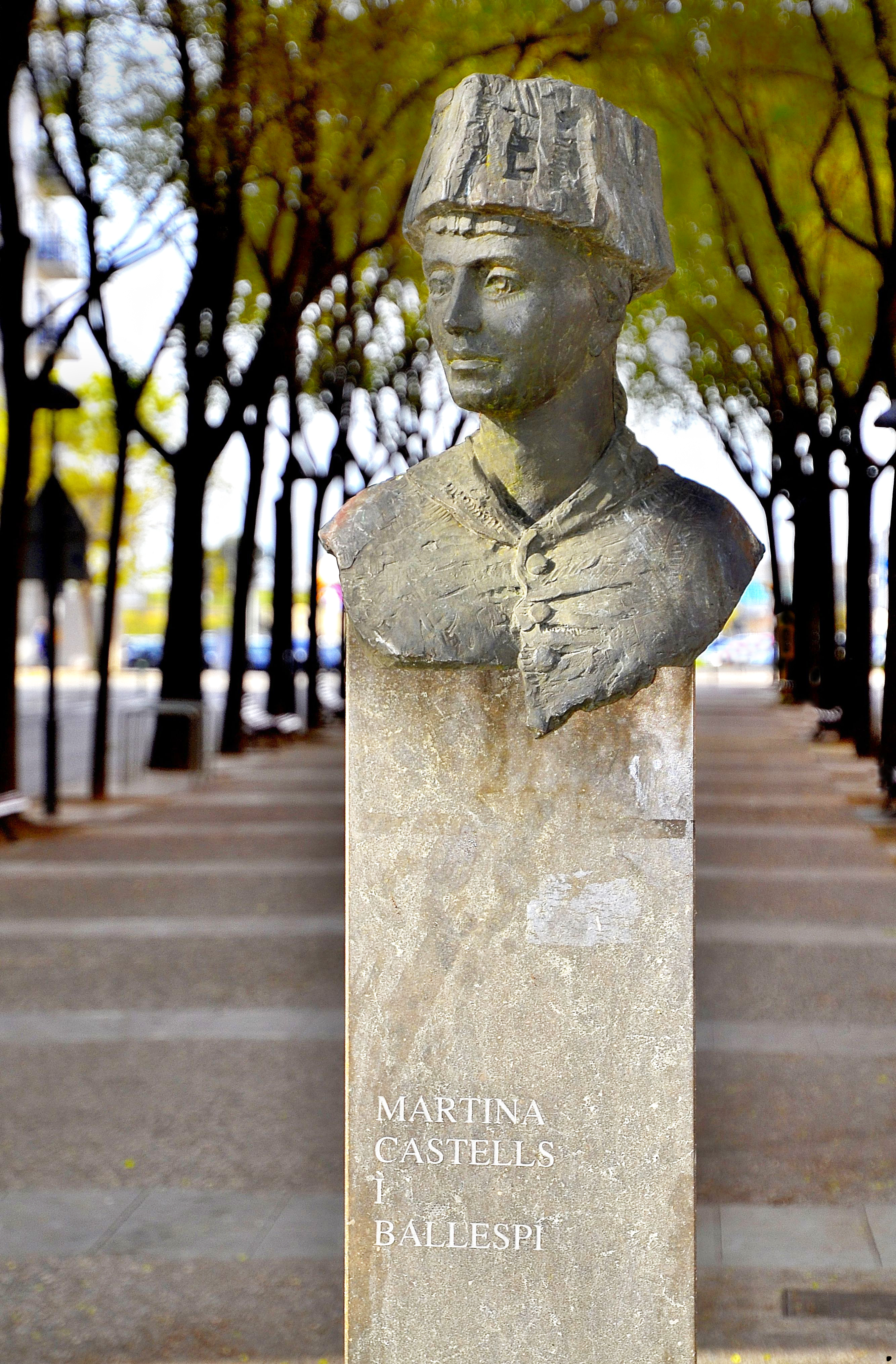
Büste des Bildhauers Miquel Gaston von Martina Castells i Ballespí in Lleida in der Allee, die ihren Namen trägt

- In Lleida wurde eine Straße nach ihr benannt, wo auch eine Büste von ihr steht.
- In Reus ist eine Allee nach ihr benannt.[5]
- Am 5. Juni 1999 widmete das Cappont Cultural Collective in Lleida ihr eine lebensgroße Figur.
- Seit 2013 gibt es in Barcelona die Àrea de Joc Infantil a la Placeta de Martina Castells[6]  und die La placita de Martina Castells.[7]

## Veröffentlichungen
- La madre y el niño, Revista de Higiene y Educación, 1, S. 20–22, 1883.
- Educación de la mujer. El siglo médico, 30, S. 112, 1883.